# Karl 3. Filip af Pfalz
Karl 3. Filip, også Carl Philipp, (født 4. november 1661 i Neuburg an der Donau; død 31. december 1742 i Mannheim) var kurfyrste af Pfalz fra 1716 til 1742. Han tilhørte fyrstehuset Wittelsbach.
Han var pfalzgreve af Pfalz-Neuburg samt hertug af Jülich og Berg fra 1716 til 1742. Indtil 1728 var han også greve af Megen i Noord-Brabant.

## Slægtninge
Karl 3. Filip var en efterkommer af kong Christian 2. af Danmark, Norge og Sverige samt forfader til den svensk–norske dronning Josefine af Leuchtenberg.
Han var søn af Filip Vilhelm af Pfalz og en yngre bror til Johan Vilhelm af Pfalz. Både faderen og broderen havde været kurfyrster af Pfalz.